# Нова Одесса
Нова́ Оде́са (порт. Nova Odessa) — муніципалітет у Бразилії у штаті Сан-Паулу. Є частиною столичного регіону Кампінас. Населення становить 60 956 осіб (2020 р.) на площі 73,79 км².

## Історія
На початку ХХ століття територія сучасної Нової Одеси була віднесена до незаселених земель, придатних для землеробства. 24 травня 1905 року бразильський уряд заснував Нову Одесу як «Núcleo Colonial» («Колоніальне ядро» — сільськогосподарський район, куди уряд хотів залучити європейських іммігрантів у великих масштабах).
Місто було засноване міністром сільського господарства штату Сан-Паулу Карлосом Жозе де Арруда Ботельо після його візиту до української Одеси. Першими мешканцями стали переселенці з України. Однак, не пристосувавшись до сільського господарства, більшість із них незабаром покинули колонію та переїхали до більших бразильських міст. Наприкінці 1905 року в ядрі залишилося лише кілька українських родин.
Сповнений рішучості консолідувати колонію, уряд відправив Жоао Гутмана до Риги, столиці Латвії, з метою залучення фермерів. У 1906 році до поселення прибули перші переселенці з Латвії, які й забезпечили подальший розвиток колонії. Згодом до Латвії були направлені інші бразильські імміграційні агенти, яким вдалося залучити більше сімей.
Назва міста пов’язана з візитом Карлоса Ботельйо до української Одеси, звідки він привіз стиль планування вулиць, а не тому, що перші поселенці були звідти .

## Культура
Місто підтримує широкий спектр культурних установ та програм. Серед них є Муніципальна публічна бібліотека ( Biblioteca Pública Municipal Professor Antônio Fernandes Gonçalves ), яка має розділ книг латиською мовою. Хоча місто пізніше прийняло багато людей інших етнічних груп, латиська культура все ще дуже помітна, і існують плани щодо створення Центру латиської культури (Centro de Cultura Leta).
Представники муніципалітету Нової-Одеси висловили підтримку Україні та запросили Одесу взяти участь у щорічному Ярмарку націй, де поруч з Латвією, Італією, Португалією, США, Іспанією, Ізраїлем та Японією вперше може з’явитися стенд, присвячений Україні.

## Економіка
Основою економіки є промисловість, переважно текстильна промисловість. ВВП міста зріс з 373 мільйонів реалів у 1999 році до 1,6 мільярда реалів у 2009 році. ВВП на душу населення сягає 32 862 бразильських реалів (дані 2009 року), що вдвічі перевищує середній показник по країні.

## Відносини з Україною
30 липня 2025 року відбулися перемовини між мером Одеси Геннадієм Трухановим та мером Нової Одеси Клаудіо Жозе Шоодером. Під час зустрічі Труханов запропонував розпочати процедуру встановлення побратимських відносин між містами, а також визначити Амбасадора Одеси в Новій-Одесі. Посольство України в Бразилії підтвердило готовність сприяти розвитку співпраці.

## Клімат
Клімат міста — високогірний тропічний, напіввологий із сухими зимами.
| Кліматограма Нової Одеси                                                                        | Кліматограма Нової Одеси | Кліматограма Нової Одеси | Кліматограма Нової Одеси | Кліматограма Нової Одеси | Кліматограма Нової Одеси | Кліматограма Нової Одеси | Кліматограма Нової Одеси | Кліматограма Нової Одеси | Кліматограма Нової Одеси | Кліматограма Нової Одеси | Кліматограма Нової Одеси |
| ----------------------------------------------------------------------------------------------- | ------------------------ | ------------------------ | ------------------------ | ------------------------ | ------------------------ | ------------------------ | ------------------------ | ------------------------ | ------------------------ | ------------------------ | ------------------------ |
| С                                                                                               | Л                        | Б                        | К                        | Т                        | Ч                        | Л                        | С                        | В                        | Ж                        | Л                        | Г                        |
| 235 28 18                                                                                       | 207 28 18                | 137 28 17                | 51 26 15                 | 47 24 12                 | 37 23 10                 | 26 23 10                 | 29 24 11                 | 55 26 13                 | 121 27 15                | 126 28 17                | 191 28 17                |
| Середня макс. і мін. температури повітря (°C) Атмосферні опади (мм), за рік : 1262 мм. Джерело: |                          |                          |                          |                          |                          |                          |                          |                          |                          |                          |                          |